# Goffertstadion
El Goffertstadion, abans conegut com a McDOS Goffertstadion ([ mɑɡˈdɔs ˌxɔf- ]) per motius de patrocini, és un estadi de futbol a Nijmegen, Països Baixos, situat al Goffertpark. És la seu del club de futbol NEC. L'estadi va ser inaugurat el 8 de juliol de 1939 pel príncep Bernhard dels Països Baixos.
Des de 1951 l'obertura de les Marxes Internacionals dels Quatre Dies de Nimega, l'anomenada Vlaggenparade, una desfilada amb les banderes nacionals de tots els participants, se celebra a l'estadi.
NEC Nijmegen són els llogaters del recinte amb capacitat per a 12.470 persones.
El 19 d'octubre de 1983 el NEC va jugar un partit de la Recopa de la UEFA contra el FC Barcelona, que és encara considerat com el partit més important jugat mai a l'estadi Goffert.
L'estadi es va reconstruir en una instal·lació moderna amb tots els seients coberts i climatitzats; també es van actualitzar les instal·lacions de restauració. El primer partit a casa al nou estadi va tenir lloc el setembre de 1999. La gran reobertura va ser el 25 de gener de 2000.
Un dels principals canvis va ser situar els espectadors més a prop del terreny de joc. L'objectiu era millorar l'ambient de l'estadi renovat i una millor interacció entre els jugadors amb el públic.
El terreny de joc i la resta de l'estadi estan separats entre si per un passeig que es troba sota els seients dels espectadors. Aquest passeig té una doble funció: Impedeix l'entrada dels aficionats al terreny de joc i alhora conté punts de venda d'aliments i begudes i banys.
Un espai especialment construït sota el terreny de joc pot emmagatzemar calor per escalfar el terreny de joc, de manera que els partits encara poden tenir lloc durant l'hivern.
El novembre de 2007, la junta de NEC i la ciutat de Nijmegen van presentar nous plans per a De Goffert. Es pretén augmentar la capacitat a 20.000 i l'estadi es col·locarà en gran part sota terra dins d'un gran turó. Aquest turó també servirà de casa per al bàsquet (Matrixx Magixx), judo i altres esports, creant una 'Casa dels Topsports'. El disseny estrany, però innovador, és necessari perquè la ciutat no permetrà que l'estadi creixi en alçada a causa del parc Goffert, que és un paratge natural protegit.
El recinte de Nijmegen va acollir tres partits internacionals de la selecció holandesa de futbol a la dècada de 1970, i l'últim va ser un partit de classificació per a l'Eurocopa de 1980 el 20 de setembre de 1978 contra Islàndia: 3-0. Els gols van ser marcats per Ruud Krol, Ernie Brandts i Rob Rensenbrink (penalti). El 6 de setembre de 2006 va acollir un partit "a casa" de la selecció d'Israel de futbol contra Andorra.
Part de l'estadi es va esfondrar durant un partit contra el Vitesse el 17 d'octubre de 2021. Ningú va resultar ferit greu.

## Referències

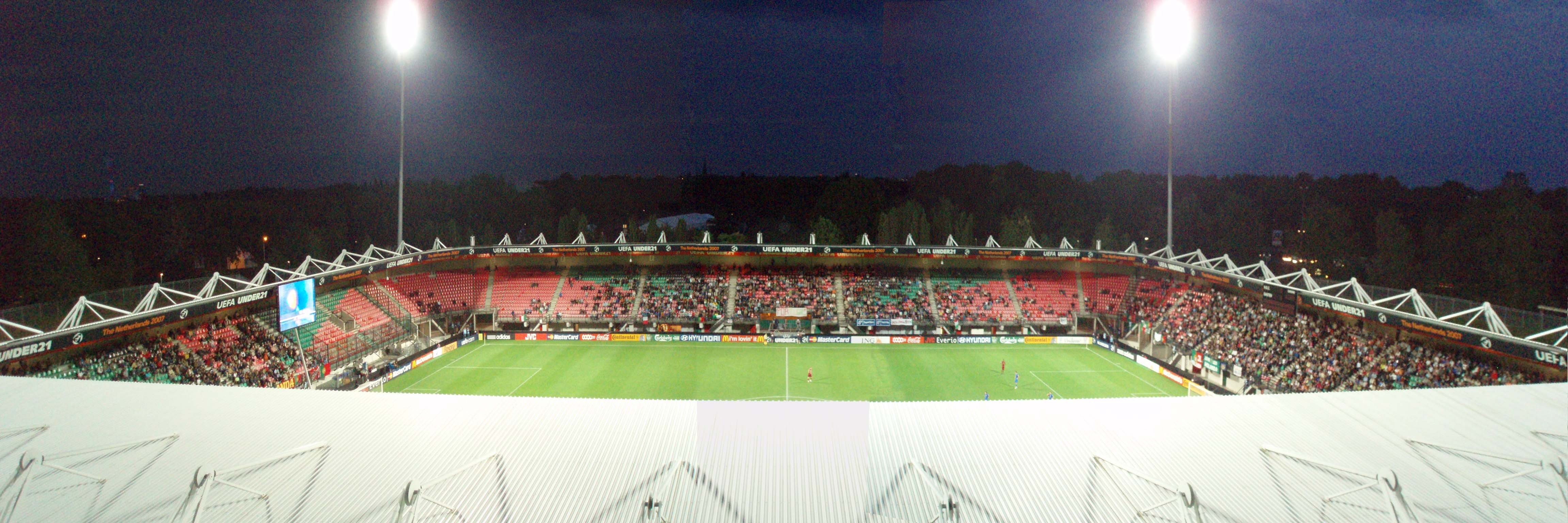